# Picroxena
Picroxena là một chi bướm đêm thuộc họ Tortricidae.

## Các loài
- Picroxena scorpiura Meyrick, 1921